# Sexual Healing (single)
Sexual Healing is een single van de Amerikaanse artiest  Marvin Gaye uit 1982. De single bereikte de top 10 in onder andere de Verenigde Staten, Nederland, het Verenigd Koninkrijk, Ierland en Canada. De B-kant van de single was een instrumentale versie van het nummer.
Sexual Healing werd opgenomen in een studio te Ohain en de  videoclip in het Casino-Kursaal van Oostende. Charles Dumolin - bij wie Marvin Gaye destijds te Moere inwoonde - werkte mee aan de wereldhit.
Het nummer verscheen ook op het album Midnight Love uit 1982. Gaye won met Sexual Healing in februari 1983 twee Grammy Awards.

## Nederlandse inspiratie
Marvin Gaye haalde zijn inspiratie voor het nummer deels uit Nederlandse bron. In de periode 1980-1982 was de Nederlandse Eugénie Vis een van de vrouwen in Gayes leven. Gaye zou het nummer ook aan haar opgedragen hebben.

## NPO Radio 2 Top 2000
| Nummer met noteringen in de NPO Radio 2 Top 2000 | '99 | '00 | '01  | '02  | '03 | '04 | '05 | '06 | '07 | '08 | '09 | '10 | '11 | '12 | '13 | '14 | '15 | '16 | '17 | '18 | '19  | '20 | '21  | '22  | '23  | '24  |
| ------------------------------------------------ | --- | --- | ---- | ---- | --- | --- | --- | --- | --- | --- | --- | --- | --- | --- | --- | --- | --- | --- | --- | --- | ---- | --- | ---- | ---- | ---- | ---- |
| Sexual Healing                                   | 589 | 931 | 1055 | 1202 | 903 | 588 | 774 | 569 | 871 | 699 | 823 | 674 | 742 | 790 | 742 | 710 | 839 | 877 | 836 | 859 | 1231 | 989 | 1382 | 1457 | 1587 | 1758 |

1. ↑  Een vetgedrukt getal geeft de hoogste notering aan.